# Dennis Endras
Dennis Endras (ur. 14 lutego 1985 w Immenstadt im Allgäu) – niemiecki hokeista, reprezentant Niemiec, dwukrotny olimpijczyk.

## Kariera
- ERC Sonthofen 1999 (2002-2003)
- ESV Bayreuth (2003-2004)
- Augsburger Panther (2004-2005)
  -  ESV Bayreuth (2004-2005)
- EV Landsberg (2005-2007)
- Frankfurt Lions (2006)
- EV Ravensburg (2007-2008)
- Augsburger Panther (2008-2011)
- Houston Aeros (2011)
- HIFK (2011-2012)
- Adler Mannheim (2012-)

Wychowanek klubu ERC Sonthofen. Po kilku latach występów w Augsburger Panther w lidze DEL i udanym turnieju Mistrzostw Świata 2010, w lipcu 2010 roku prawa do niego wykupił amerykański klub, po czym Endras występował nadal w niemieckim zespole na zasadzie wypożyczenia. Zawodnik rozegrał sezon DEL (2010/2011). Następnie występował w drużynie farmerskiej Minnesoty, Houston Aeros w lidze AHL, gdzie rozegrał sześć meczów. Pod koniec listopada 2011 roku został wypożyczony do fińskiego klubu HIFK na czas do końca sezonu SM-liiga (2011/2012). Od maja 2012 roku jest zawodnikiem Adler Mannheim, związany trzyletnim kontraktem.
Uczestniczył w turniejach mistrzostw świata w 2009, 2010, 2011, 2012, 2013 oraz zimowych igrzysk olimpijskich 2010, 2018.

## Sukcesy

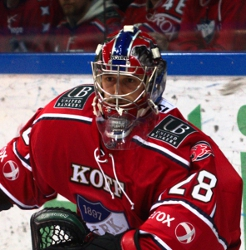
Dennis Endras w barwach HIFK (2012)

Reprezentacyjne
- Srebrny medal zimowych igrzysk olimpijskich: 2018

Klubowe
- Złoty medal mistrzostw Niemiec: 2015, 2019 z Adler Mannheim

Indywidualne
- DEL (2008/2009):
  - Najlepszy pierwszoroczniak sezonu
- Mistrzostwa Świata w Hokeju na Lodzie 2010/Elita:
  - Pierwsze miejsce w klasyfikacji średniej goli straconych na mecz: 1,15
  - Pierwsze miejsce w klasyfikacji skuteczności interwencji: 96,1%
  - Jeden z trzech najlepszych zawodników reprezentacji
  - Skład gwiazd turnieju
  - Najlepszy bramkarz turnieju
  - Najbardziej Wartościowy Zawodnik (MVP) turnieju
- Mistrzostwa Świata w Hokeju na Lodzie 2012/Elita:
  - Jeden z trzech najlepszych zawodników reprezentacji
- Puchar Spenglera 2012:
  - Skład gwiazd turnieju
- DEL (2012/2013):
  - Najlepszy bramkarz sezonu
- DEL (2018/2019):
  - Najbardziej Wartościowy Zawodnik (MVP) play-off
  - Najlepszy bramkarz sezonu
  - Najlepszy zawodnik sezonu